# سان كاشانو دي بانيه
سان كاشانو دي بانيه هي كومونا (بلدية) في مقاطعة سيينا في منطقة تاسكني الإيطالية، وتقع حوالي 110 كيلومتر (68 ميل) جنوب شرق فلورنس وحوالي 70 كيلومتر (43 ميل) جنوب شرق سيينا.

## الموقع الجغرافي
تقع بلدية سان كاشانو دي بانيه على حدود بعض البلديات وهي: ابادية سان سالفتوري واكوابندينته وأليرونا وشيتونا وشيتا ديلا بيفه وفابرو وبينكا ستنيايو وبرتشينو ورديكوفني وسارتيانو.
وتعد من " أجمل القرى الإيطالية  "  (borghi piu belli d'Italia)

## التاريخ
لطالما كان هناك ارتباطًا وثيقًا بين سان كاشانو  والمياه الساخنة، ويقدر عدد الينابيع فيها بـ 42 ينبوعًا، ويبلغ متوسط درجة حرارتها 42 درجة مئوية (108 درجة فهرينهايت)  وتصدر بشكل يومي 5.5 مليون لتر من المياه أي مايقدر بـ (1500000 جالون أمريكي) (وهي في المرتبة الثالثة في آوروبا).
وبحسب الأساطير، فأن تأسيس حمامات كلوزيني كان بواسطة بورسينا، وهو ملك اتراسكان من كيوزي. وقد كانت الحمامات الساخنة شائعة أثناء العصر الروماني، وقد كان أغسطس أحد مستخدميها.
وفي القرنين الثالث والرابع، كان هناك شخص يدعى كريستيان بيف من سانت ماري اد بالنيو في سان كاشانو. وقد كان في العصور الوسطى بداية حكم لومبارد، ثم تولاه لاحقًا حكم فيسكونتي دي كامبيليا وآبي سان سالفتوري. وقد شاركت قوات سان كاشانو في معركة مونتابيرتي وكان ذلك في عام 1260 . وقد كان اخر حكام فيسكونتي هو مونالدو. وقد كان حاكمًا لـ بوديستا في فلورنسا عام 1389. وفي عام 1412 استطاع حينها الاستحواذ على جمهورية سيينا وعلى سان كاشانو. وفي عصر النهضة، اثارة حماماتها أنتباه الزوار اليها من جميع أنحاء أوروبا، ولكن لم يعد لها وجود في القرن التاسع عشر، ولكن مع مرور الوقت وفي القرن الواحد والعشرين  انتعشت من جديد.

## المعالم السياحية الرئيسية
- لاقو ديسانكا شانو

## روابط خارجية
- باللغة الإيطالية San Casciano dei Bagni official website

بلديات